# Edgardo Boeninger
Edgardo Boeninger Kausel (Santiago, 23 de agosto de 1925-ibídem, 13 de septiembre de 2009) fue un ingeniero, economista, politólogo, académico y político chileno. 
Tuvo gran importancia política, militando en el Partido Demócrata Cristiano (PDC) y ejerciendo los cargos de rector de la Universidad de Chile, ministro del presidente Patricio Aylwin y senador designado.
Es considerado una de las figuras claves del proceso de transición a la democracia tras el fin de la dictadura del general Augusto Pinochet, en 1990.

## Sus inicios
Nacido en Santiago de Chile como Edgar Arnold Dagmar Hanz Heinz Böninger Kausel, sus padres fueron Edgar Böninger e Isabel Kausel, quienes se casaron en octubre de 1924. No tuvo hermanos. A los diez años su madre dejó la casa cansada de un marido violento y en lo sucesivo Boeninger vivió en pensiones. Su padre también abandonaría el hogar siendo él adolescente.
De pequeño estudió en The Grange School, luego en el Instituto Nacional General José Miguel Carrera y posteriormente en el Instituto Alonso de Ercilla de Santiago, perteneciente a la Congregación de los Hermanos Maristas, donde terminaría su formación secundaria en 1941.
Estudió ingeniería civil en la Universidad Católica, obteniendo su título en 1950.
Se dedicó activamente a la docencia en la universidad en la que estudió, como profesor de geometría y estabilidad en la Facultad de Arquitectura. Luego, en 1955-1960, se tituló como economista en la Universidad de Chile.
De 1951 a 1961 fue ingeniero de tránsito de la Municipalidad de Santiago.

## Cercano a Frei Montalva y opositor a Pinochet

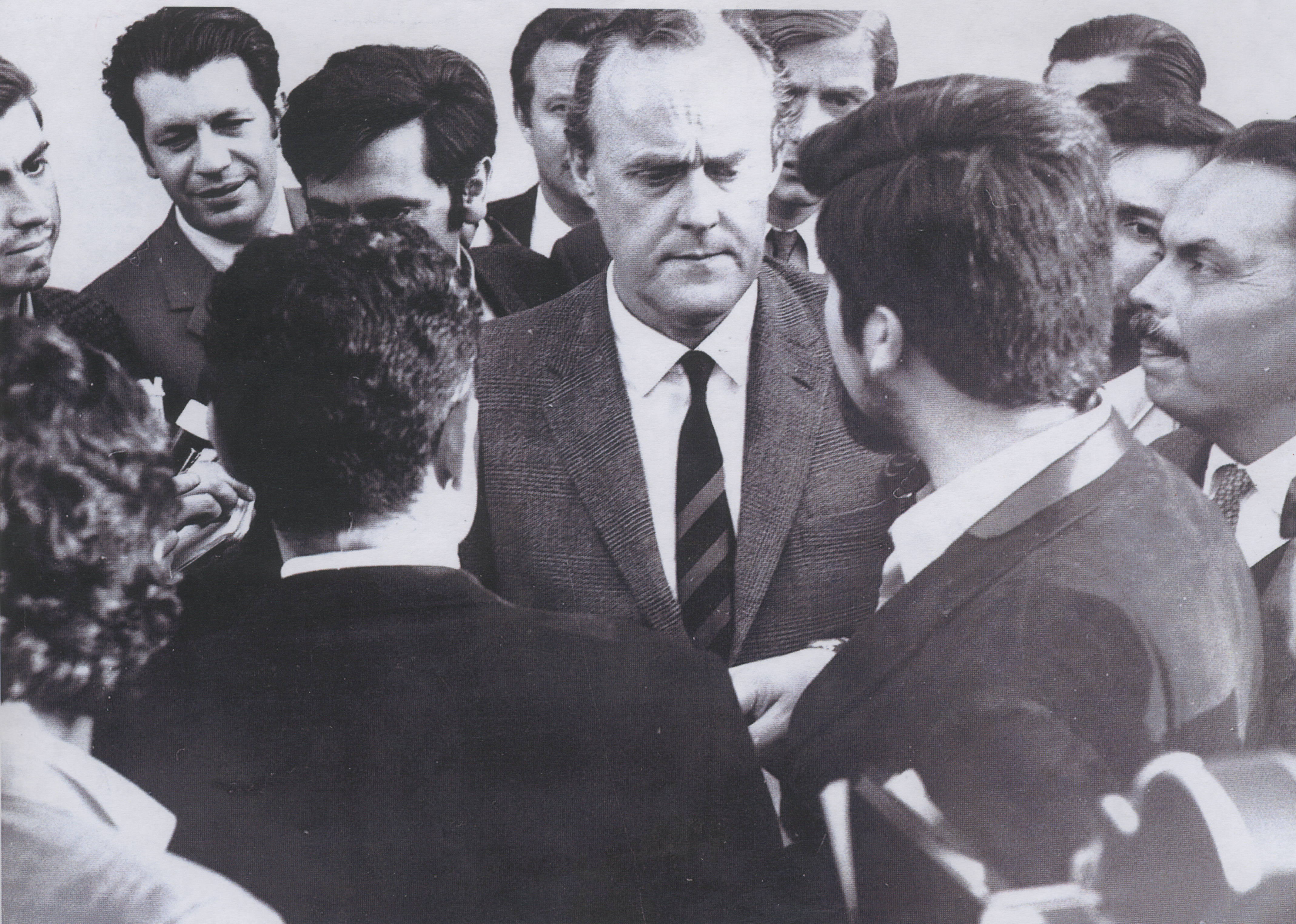
Edgardo Boeninger en 1969, en la campaña por la rectoría de la Universidad de Chile.

Ingresó al Estado como director de Presupuestos del presidente Eduardo Frei Montalva (1964-1969). Luego ejerció la docencia, convirtiéndose en decano de la Facultad de Ciencias Económicas de la Universidad de Chile en 1965 y, posteriormente, en 1969, en rector de dicha casa de estudios, cargo que mantuvo hasta el golpe de Estado de 1973.
Durante la dictadura militar —y ya siendo miembro del Partido Demócrata Cristiano— estudió ciencia política en la Universidad de California en Los Ángeles (1975). Luego fue director ejecutivo del Sistema Financiero Campesino (1977-1982) y director del Centro de Estudios del Desarrollo (1984-1987).
En política, fue vicepresidente del Partido Demócrata Cristiano entre 1987 y 1989, ayudando en la formación de la Concertación de Partidos Por el No.

## Gobiernos de la Concertación

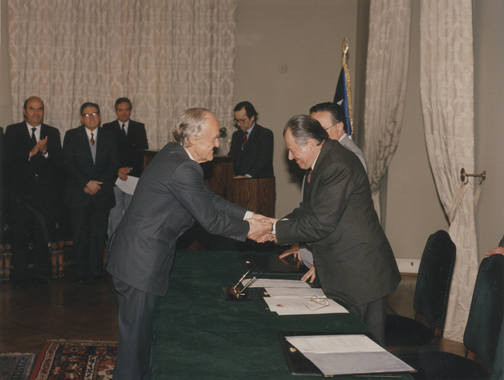
Edgardo Boeninger durante su juramento como ministro secretario general de la Presidencia del presidente Patricio Aylwin.

Tras el regreso pleno de la democracia, fue designado ministro secretario general de la Presidencia por Aylwin, ejerciendo desde 1990 a 1994, es decir, los cuatro años de su Gobierno.
En 1997 fue nombrado senador institucional de la República por el presidente Eduardo Frei Ruiz-Tagle para el periodo de 1998 a 2006, en su condición de ex ministro. Tras el fin de los senadores designados, luego de un acuerdo para reformar la Constitución de 1980, debió dejar su puesto al asumir el nuevo Congreso de marzo de 2006.
Fue miembro de las comisiones de Hacienda, Educación, Gobierno Interior y presidente de la Comisión Especial de Modernización del Estado. Además fue presidente del CNID (en ese entonces, Consejo Nacional de Innovación para la Competitividad).
En abril de 2006 y por encargo de la presidenta Michelle Bachelet, lideró la comisión encargada de presentar propuestas para la reforma al sistema electoral.
También desde 2006 se desempeñó como investigador asociado en Cieplan.
Asimismo, en 2007, asumió la vicepresidencia del capítulo chileno de Transparencia Internacional.
En sus últimos años se mantuvo activo, escribiendo y liderando grupos de trabajo que se reunían cada dos meses. Estaba integrado, entre otros, por Ernesto Ottone, Alfredo Joignant, Alejandro Foxley, Patricio Meller y Óscar Godoy.
Falleció a causa de un prolongado cáncer hepático y de páncreas, el 13 de septiembre de 2009.
Al momento de morir estaba casado con Marta Gómez Maira, su segunda esposa. Tenía dos hijos de su primer matrimonio, Iris y Rolando.